# Lilith Magazine
Lilith Magazine is een intersectioneel feministisch online journalistiek platform. Het magazine, opgericht in 2019 door Hasna El Maroudi en Clarice Gargard, streeft naar een sociale en culturele omslag in de maatschappij en de media.
Lilith wordt ondersteund door Mama Cash en Stichting Democratie en Media.
Het magazine won in juli 2020 de Carla Atzema Soroptimistprijs van Soroptimist International, een prijs voor de beste journalistieke productie over de positie, rechten of economische zelfstandigheid van vrouwen, die dat jaar voor het eerst werd uitgereikt.
Naast het online magazine organiseert Lilith evenementen en brengen de oprichters en anderen via Lilith Agency mensen met elkaar in contact en adviseren ze organisaties over onder andere diversiteit en inclusie.
Lilith organiseerde op 12 juli 2020 voor de VPRO het televisieprogramma Nederland, we moeten het hebben over racisme in samenwerking met Pakhuis de Zwijger. In het programma kwamen verschillende mensen aan het woord, onder wie Seada Nourhussen (journalist en hoofdredacteur van OneWorld), Sinan Çankaya (antropoloog en schrijver), Typhoon (rapper), Nancy Jouwe (historicus), Mitchell Esajas (medeoprichter The Black Archives), Leo Lucassen (historicus) en Amade M'Charek (antropoloog), die door NRC werden beschreven als "deskundigen die het zo rustig uitlegden". Ook maakten ze voor de VPRO in 2022 een satirisch televisieprogramma met sketches,  Seef Spees.